# أوليفيا تجاندراموليا
أوليفيا تجاندراموليا (بالإنجليزية: Olivia Tjandramulia)‏ مواليد 11 مايو 1997 في جاكرتا، هي لاعبة كرة مضرب أسترالية وتحتل حالياً المرتبة رقم. 484 (21 مارس 2016) في تصنيف رابطة محترفات كرة المضرب. أعلى تصنيف لها في الفردي كان المركز الـ 479 في سنة 2015. أعلى تصنيف لها في الزوجي كان المركز الـ 436 في سنة 2016.

## روابط خارجية
- أوليفيا تجاندراموليا على موقع رابطة محترفات التنس (الإنجليزية)
- أوليفيا تجاندراموليا على موقع الاتحاد الدولي لكرة المضرب (الإنجليزية)
- أوليفيا تجاندراموليا على موقع اتحاد التنس الأسترالي (الإنجليزية)
- أوليفيا تجاندراموليا على موقع خلاصة التنس.كوم (الإنجليزية)
- أوليفيا تجاندراموليا على موقع إي إس بي إن.كوم (الإنجليزية)